# エドワード・A・ディーズ
エドワード・アンドリュー・ディーズ（Edward Andrew Deeds 、1874年3月12日 – 1960年7月1日）は米国の技術者、発明家、事業家。

## スレッシャー・カンパニー
1874年にオハイオ州グランビル近くで生まれ、1897年にデニソン大学を卒業。卒業時にはバレディクトリアン（総代）だった。また電気工学をコーネル大学で学ぶ。オハイオ州デイトンのスレッシャー・カンパニー（Thresher Company ）に電気エンジニア、製図者として職を得、電動モーターの設計と実装をおこなった。18ヶ月後、部長兼チーフエンジニアに抜擢された。

## NCR
ナショナル・キャッシュ・レジスター・カンパニー（NCR）がスレッシャー社と同じ建物に本社を置いていた。1899年、フレデリック・パターソンがチームを強化するためディードを「ザ・キャッシュ」に招き入れた。ディーズは、NCR工場の電化を担当し、NCR初の発電施設を建造した。
1900年頃、エディス・M・ウォルトン（1870年-1949年）と結婚。

## ナショナル・フード・カンパニー
ヘンリー・パーキーが1893年にシリアル食品製造機械を考案したが最終的にシリアル食品シュレッデッド・ウィート（Shredded Wheat ）の会社をはじめる。1901年工場をナイアガラ・フォールズに建造しナショナル・フード・カンパニー（National Food Company ）を設立する。パーキーに請われてディーズはNCRを離れ、工場建設を指揮しナショナル・フード・カンパニーで役員となった。
ここはヘンリー・パーキーがつくらせた「光の御殿」（the Palace of Light ）で有名。白いタイルで、空調が利き、明るく、従業員用にシャワールーム、ランチルーム、オーディトリアムも完備していた。これはディーズがNCRのジョン・パターソンに影響を受けていることを端的にあらわしている。「光の御殿」は、食品製造業に対する衛生環境の規制としてPure Food や Drug Actなどの法規制がおこなわれる6年も前に自らがおこなっていた。

## NCR役員
1903年にディーズは開発と建設の元締めとしてNCRに復帰した。ディーズは、電動モーターの試作を行い、このモーターが電動キャッシュレジスターに使えることを実際に示して見せている。ディーズはその後、大学を出たばかりのチャールズ・ケタリングを雇い入れ、自身のコンセプトを実現させることとした。それは3年後に開花し、ケタリングは実用化にこぎつけ、レジスター事業に革命をおこす。ナショナル・キャッシュ・レジスター社はこの発明によってその後の数十年間、業界ナンバーワンとして君臨することができた。ディーズはNCRの世界各地の工場の建設を指揮監督し、英国、フランス、イタリア、カナダに工場を建設した。1913年2月に、ジョン・パターソン、トマス・ワトソン、その他25人のNCR役員、管理職とともにシャーマン独占禁止法に抵触した。ディーズは1年の刑を言い渡されたが、控訴審では問われることはなかった。ディーズは1915年にNCRを離れ、デルコに全力を捧げることにした。

## デイトン・エンジニアリング・ラボラトリー・カンパニー
ケタリングとディーズは公私ともに生涯にわたる友人だった。ケタリングが自動車用の電動スターターを開発する際にはディーズは自分の家の納屋を実験スペースとして提供している。キャディラックのヘンリー・リーランドが点火装置を5000個、発注した時に、ディーズとケタリングはデイトン・エンジニアリング・ラボラトリー・カンパニー(デルコ)を創設。後にユナイテッド・モーターズ・カンパニーに売却され、さらにゼネラルモーターズ（GM）に吸収された。ディーズはユナイテッド・モーターズ・カンパニーの取締役となった。
デルコはブランド名でもあり、デルコ・ライト、デルコ製品、デルコMoraineなどで使われていた。GMの他の事業部でもデルコ＝レミーなどでもつかわれていた。デルコの研究所はGMの研究施設、ゼネラル・モーターズ・リサーチ・コーポレーションの基礎となった。
ディーズはデイトンの再建や、1913年の洪水後のマイアミ・コンサーバンシー・ディストリクト（英語版）の創設にも貢献した。ディーズとケタリングは1914年にはデイトン技術者クラブ（Engineers Club of Dayton ）を創設した。
オービル・ライト、H・E・タルボット、ケタリングとともにデイトン＝ライト・エアプレーン・カンパニーを創設した。ディーズはワシントンDCで航空機生産を率いた。オハイオ州モレーンのデルコの工場は拡張されデ・ハビランドDH4爆撃機を生産した。DH4は第一次世界大戦中に活躍した唯一の米国製飛行機であり、モレーンの工場で3000台以上も生産された。この会社ではほかにリバティ・エンジンが生産された。1917年、ディーズは米国陸軍にカーネルの位で参加し、マクック・フィールド軍用機実験場（現ライト・パターソン空軍基地）で軍用機供給の責務を担った。
デイトン天文ソサエティ（Dayton Astronomical Society 、DAS）の創立メンバーでもある。DASはデイトンでのアマチュア天文家の最初の公式な組織で、1918年に創立した。DASは現在Miami Valley Astronomical Society（MVAS）となっている。
戦後、カーネル・ディードはデルコに戻った。デルコは1920年にGMに売却された。1922年、100もあったキューバ産製糖会社をまとめゼネラル・シュガー・カンパニーを設立、ディーズは1946年のリタイアまで会長であった。

## NCR CEO
大恐慌となりディーズは1931年にNCRに復帰した。これは株主をつなぎとめるためのものだった。ディーズはパターソン家以外での初のNCRの社長として1940年まで勤め、さらに1957年まで会長職にあった。CEOとしては1931年から1957年までその役にあった。

## 職歴以外
ディーズとケタリングは新聞界の有力者たちや政治家のジェームズ・M・コックスと、デイトンの南にあたる地にお互いの家を建造。ここは現在、オハイオ州ケタリングとなっている場所である。ディーズの家は、現在NCRコーポレーションが所有しており、モレーン・ファームと呼ばれている。ここは、米国で最初に『個人所有の滑走路』が敷設された場所でもあり、また、家には7台もの屈折望遠鏡を備えた天文観測施設がある。ディーズはモレーン・ファームで1960年に亡くなった。カーネル・エドワード・A・ディーズはオハイオ州デイトンのウッドランドセメタリーに埋葬されている。
デイトンにあるカリヨン歴史公園のカリヨンタワーは、1942年に建造されディーズ・カリヨンと名前がつけられている。エドワードの妻、エディス・ウォルトン・ディーズがディーズ家の記念として贈呈した。この塔が建造された時に23個の鐘にはディーズ家の各人の名前が彫りこまれた。鳴らない鐘にはなくなった人々の名前が、鳴るほうの鐘には生きている人々の名が刻印された。現在57個の鐘がある。これはオハイオで最大のカリヨンである。公園にはディード自身が生み出した歴史的に重要なものが数々置かれている。カリヨン歴史公園は2005年8月にMontgomery County Historical Societyと統合し、デイトン・ヒストリーとなっている。

## 参照元
1. ↑  en:NCR Corporation#Management

- E. A. Deeds, 86, Dies; an Industrialist, New York Times, July 2, 1960, page 17.